# Antawn Jamison
Antawn Cortez Jamison (* 12. Juni 1976 in Shreveport, Louisiana) ist ein ehemaliger US-amerikanischer Basketballspieler, der von 1998 bis 2014 in der NBA aktiv war. Bei einer Größe von 2,06 Metern kam er auf beiden Forward-Positionen, meist jedoch als Power Forward zum Einsatz. Jamison wurde in seiner Karriere unter anderem zweimal zum NBA All-Star sowie einmal Sixth Man of the Year gewählt.

## Laufbahn

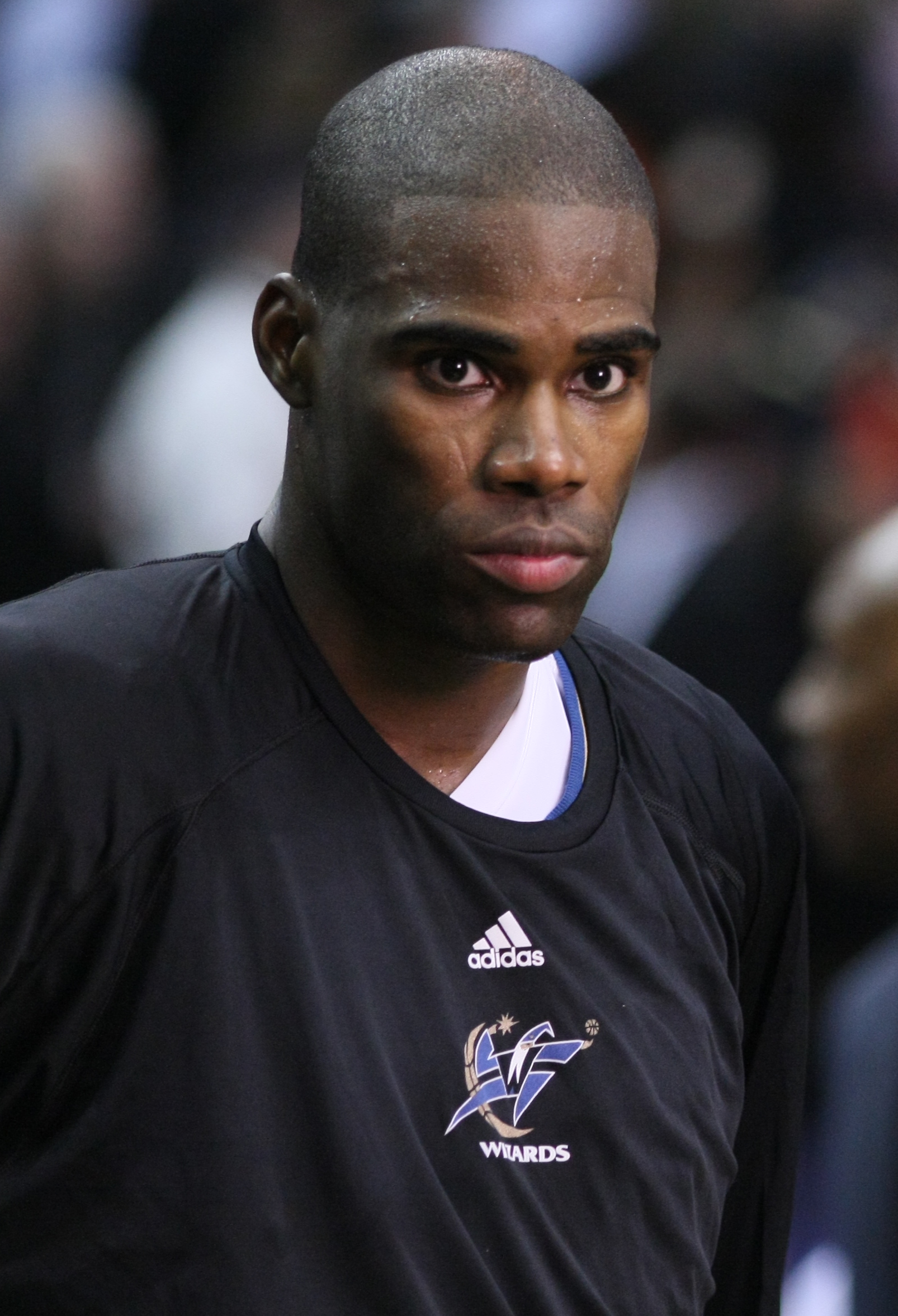
Antawn Jamison (2009)

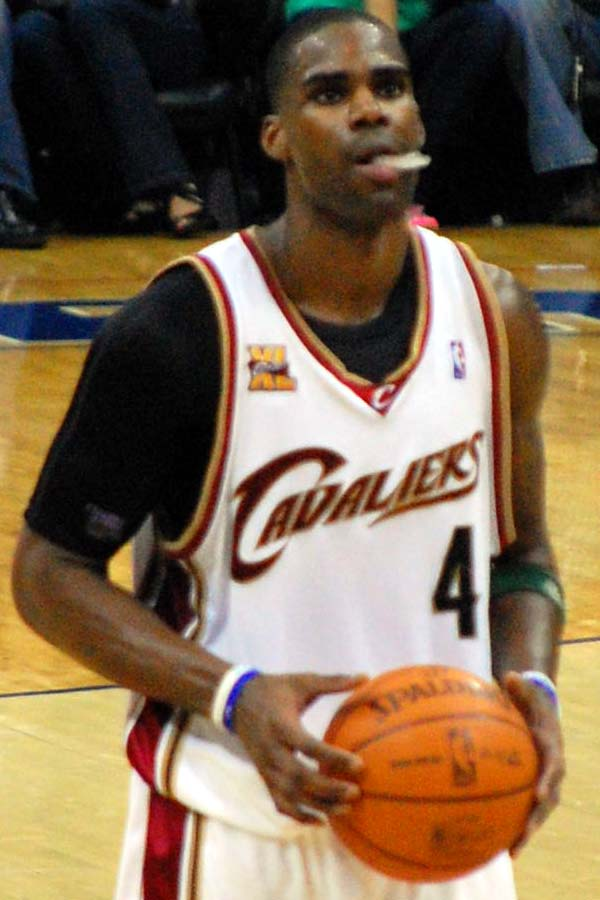
Antawn Jamison für die Cleveland Cavaliers (2010)

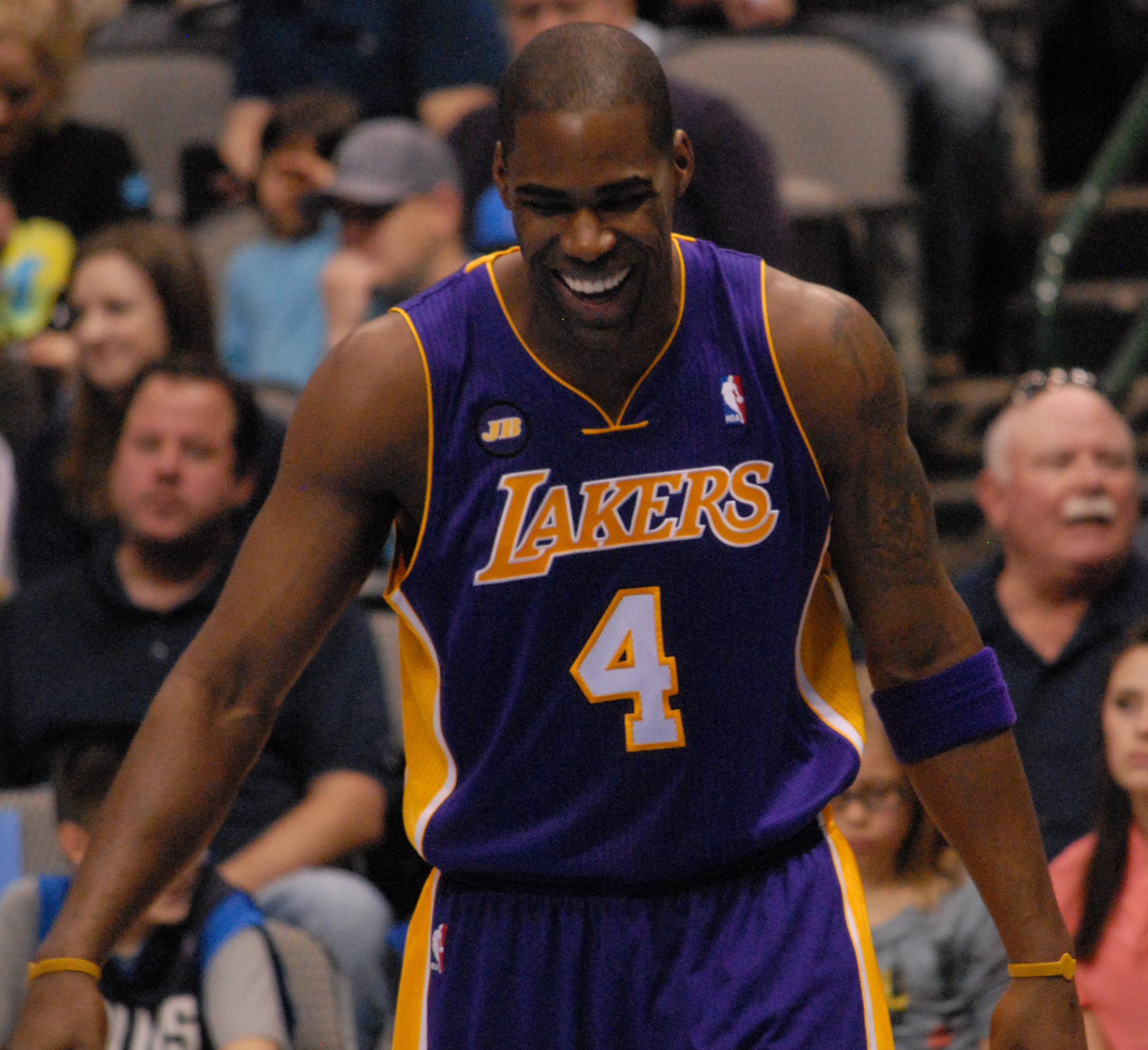
Antawn Jamison für die LA Lakers (2013)

Jamison spielte drei Jahre für die University of North Carolina, stieß 1995 gemeinsam mit Vince Carter und Ademola Okulaja zur Hochschulmannschaft. In der Saison 1997/98 wurde Jamison als College-Spieler des Jahres ausgezeichnet. Er erzielte für North Carolina insgesamt 1974 Punkte sowie 1027 Rebounds. Als Ehrung für Jamisons Leistung vergibt die University of North Carolina die von ihm getragene Rückennummer 33 nicht mehr.
Jamison wurde beim NBA-Draft 1998 an vierter Stelle von den Toronto Raptors ausgewählt, was seinen Einstieg in den professionellen Basketball bedeutete. Unmittelbar nach dem Draftverfahren wurde er im Tausch für Vince Carter an die Golden State Warriors abgegeben, wo er bis 2003 unter Vertrag stand. Bei den Warriors spielte er eine relativ enttäuschende Rookie-Saison, aber war dennoch einer der Lichtblicke der Kalifornier. Er schloss die Saison mit 9,6 Punkte und 6,4 Rebounds ab und wurde in das NBA All-Rookie Second Team berufen. Bereits im Jahr darauf verbesserte sich Jamison enorm und erzielte 19,6 Punkte und 8,3 Rebounds pro Spiel. Während seiner Zeit bei Golden State erzielte er in der Saison 2000/01 in zwei Hauptrundenspielen hintereinander jeweils 50 Punkte. Diese erzielte er gegen die Seattle Supersonics und die Los Angeles Lakers, bei denen Kobe Bryant auch 50 Punkte verbuchte. Dass zwei gegnerische Spieler jeweils 50 Punkte erzielten, war vorher erst zweimal geschehen. Mit 24,9 Punkten pro Spiel belegte er am Ende der Saison den dritten Platz in der Korbjägerliste der Liga. In der Saison 2003/04 spielte er dann zusammen mit Dirk Nowitzki bei den Dallas Mavericks, mit denen er zum ersten Mal in seiner Karriere die Play-offs erreichte (Saisonbilanz: 52:30 Siege; erste Play-off-Runde). In dieser Spielzeit, in der im Durchschnitt 14,8 Punkte je Begegnung erzielte, wurde ihm die Auszeichnung als bester sechster Mann zuteil, die den besten Ersatzspieler der NBA ehrt.
Am Ende dieser Spielzeit war er erneut Gegenstand eines Tauschhandels, Jamison kam zu den Washington Wizards, bei denen er in der Saison 2004/05 erstmals ins All-Star Team berufen wurde. In diesem Jahr erreichte er zudem erstmals in seiner Karriere die zweite Play-off-Runde. Im Jahr 2006 scheiterte Jamison mit Washington bereits in der ersten Play-off-Runde an den Cleveland Cavaliers. 2008 wurde Jamison erneut in das NBA All-Star Game eingeladen. Die Zeit in Washington war spielerisch seine Beste. Jamison war ein zuverlässiger Korbschütze, der an der Seite von Caron Butler und Gilbert Arenas gut 20 Punkte im Schnitt erzielte und zwischen 2005 und 2008 viermal in Folge die Playoffs erreichte.
Am 17. Februar 2010 wurde er an die Cleveland Cavaliers abgegeben, die im Gegenzug Žydrūnas Ilgauskas erhielten. Dort spielte er noch einige Monate an der Seite von LeBron James. Nach seinem Weggang blieb Jamison bei den Cavaliers, man verpasste 2011 und 2012 jedoch die Play-offs. Jamison blieb jedoch ein wichtiger Bestandteil der Mannschaft und legte für Cleveland gut 17 Punkte und 6 Rebounds pro Spiel auf.
Nachdem sein Vertrag in Cleveland ausgelaufen war, schloss sich Jamison zur Saison 2012/13 den Los Angeles Lakers an. Dort erhielt er einen Vertrag über ein Jahr. Bei den Kaliforniern war er erstmals seit seiner Zeit in Dallas hauptsächlich wieder Einwechselspieler und erzielte für diese Mittelwerte von 9,4 Punkten und 4,8 Rebounds je Begegnung.
Ab August 2013 stand er bei den Los Angeles Clippers unter Vertrag. Dort nahm er jedoch keine tragende Rolle als Bankspieler ein und verpasste auch aufgrund von Verletzungen einige Spiele. Februar 2014 wurde er von den Clippers zu den Atlanta Hawks transferiert. Kurz nach dem Wechsel wurde er von diesen entlassen.
Jamison bestritt in der NBA 1083 Hauptrundenspiele und erzielte dabei im Durchschnitt 18,5 Punkte und 7,5 Rebounds.
Nach dem Ende seiner Karriere trat Jamison eine Tätigkeit als Basketballexperte für die Spiele der Los Angeles Lakers bei Time Warner Cable SportsNet an.

## Auszeichnungen
- 2× NBA All-Star: 2005, 2008
- NBA Sixth Man of the Year 2004
- NBA All-Rookie Second Team: 1999